# 潘龢
潘龢（1873年—1929年），字致中，號抱殘，廣東南海西樵人。國畫家，美術教育家，也是民國時期廣東的「國畫研究會」的創辦人之一和主持人。

## 生平
潘龢生於一個殷實之家，家族世代在廣州經營書店，後轉營裝裱及古玩，家中有一「萬卷樓」藏書甚豐，兄弟中多有好書畫及古物者。在家庭環境的熏陶下，潘氏自幼培養出對中國傳統文化的根基，自然形成了日後對保存國粹傳統的傾向。
關於潘氏的習畫之路，《廣州畫卷》
有此記載：「潘龢的山水畫初學『四王』。而『四王』的山水畫主要承襲董其昌的衣缽，以元人黃公望為宗師，畫法主張師古，筆筆講求來歷和出處。而潘氏『尤愛臨王廉州山水』，及長又轉法宋、元諸家。王鑒早年曾經得到過董其昌的親授，一生的畫業就是沿着董氏注重摹古的方向發展，進而揣摩董源、巨然、吳鎮、黃公望等諸多前輩大家的筆意。王鑒畫的坡石就明顯地取法於黃公望。從潘龢的畫中，可以清晰地看到這條傳統的影響。」這也造就了潘氏與志同道合者創辦以守望國畫傳統為要旨的「國畫研究會」。
除國畫外，潘氏亦善西洋畫，特別是人體寫生。他在廣府中學教授美術時中西畫法並用。期間啓蒙了不少未來有傑出成就的畫家，包括李研山、盧子樞及陶沄等。
潘龢關於書畫的著作包括《抱殘室寫生雜記》、《中國畫即寫生畫說》、《吾粵畫人之我見》及《銅篆樓訣》等。